# Agustín Laje
Agustín Laje Arrigoni (Córdoba, 16 de janeiro de 1989) é um escritor, conferencista e cientista político argentino de extrema-direita. É fundador e presidente da Fundación Libre, um think tank de ideologia conservadora. Laje tem promovido visões consideradas homofóbicas. Ele se opõe à eutanásia, ao casamento igualitário, à adoção por casais homoafetivos e ao aborto, inclusive em casos de estupro. É um dos principais promotores latino-americanos de uma "guerra cultural" contra o progressismo, termo que Laje denomina "marxismo cultural".

## Biografia

### Inícios e estudos
Agustín Laje Arrigoni nasceu em 16 de janeiro de 1989 em Córdoba, Argentina. Filho de um advogado e de uma funcionária municipal, Laje vem de uma família conservadora. Aos 15 anos, conheceu o advogado e escritor conservador Nicolás Márquez, de Mar del Plata, que o orientou em seus primeiros passos no ativismo de direita. Estudou no colégio Italia, onde entrou em conflito com professores sobre a interpretação de datas sensíveis na Argentina, como o aniversário do golpe de Estado de 1976, acusando o ensino de "doutrinação" em direitos humanos. Em 24 de março de 2005, foi à escola com imagens de vítimas da organização Montoneros, exigindo uma "memória completa". No mesmo ano, conheceu Cecilia Pando, outra referência da direita militar, em um ato em homenagem às vítimas do terrorismo. Seus primeiros textos políticos foram publicados em 2006 na seção de cartas de leitores do jornal La Nación; depois, escreveu colunas em La Nueva Provincia e participou de veículos como La Prensa, Infobae, La Voz del Interior, Perfil e Forbes. Em 2018, concedeu sua primeira entrevista em um meio de comunicação nacional, no programa de Eduardo Feinmann, da TV A24.
Iniciou a graduação em Engenharia de Sistemas no Instituto Universitário Aeronáutico. Durante esse período, publicou sua primeira obra, Los mitos setentistas: Mentiras fundamentales sobre la década del 70, que lhe rendeu uma bolsa para estudar contraterrorismo no Centro William J. Perry da Universidade Nacional de Defesa, em Washington, D.C. — instituição vinculada ao Departamento de Defesa dos Estados Unidos. Ao retornar à Argentina em 2011, abandonou a engenharia e ingressou no curso de Ciência Política na Universidade Católica de Córdoba. Em 2020, obteve o título de mestre em Filosofia pela Universidade de Navarra.
Laje frequentemente dá palestras na maioria dos países de língua espanhola para promover suas ideias políticas.

### Trajetória
Em 2013, junto com o escritor Nicolás Márquez, publicou Cuando el relato es una farsa: la respuesta al relato kirchnerista, obra em que critica a postura do kirchnerismo sobre a última ditadura na Argentina. O livro foi rejeitado por organizações de direitos humanos locais e entidades que apoiavam os julgamentos por crimes contra a humanidade, as quais repudiaram a obra e conseguiram cancelar seu lançamento em Bahía Blanca.
Em 2016, novamente em parceria com Nicolás Márquez, publicaram pela Unión Editorial El libro negro de la nueva izquierda: Ideología de género o subversión cultural. Na obra, os autores criticam o feminismo de terceira onda e a chamada "ideologia de gênero", que classificam como instrumentos do "marxismo cultural". O livro gerou controvérsia ao sugerir que certos setores feministas estariam associados a movimentos pedófilos, afirmação que levou a uma entrevista com a atriz e apresentadora Malena Pichot em um programa de rádio - debate que se tornou viral nas redes sociais. Laje e Márquez também participaram de um embate com a locutora peruana Patricia del Río na emissora RPP.
Em 2018, o lançamento do livro durante a 44ª edição da Feira Internacional do Livro de Buenos Aires foi alvo de protestos por parte de organizações de direitos humanos, movimentos sociais e grupos políticos. Os manifestantes expressaram sua rejeição através de "cantos e palavras de ordem contra o negacionismo, o ódio e a discriminação promovidos pelos autores".
Em março de 2025, Laje gravou um vídeo sobre o golpe de Estado de 24 de março de 1976, produzido e divulgado oficialmente pelo governo argentino. No material, Laje apresentou uma interpretação alternativa do evento histórico, enfatizando a violência de organizações guerrilheiras da época e defendendo o que chamou de "memória completa". A publicação gerou intensa controvérsia e foi amplamente rejeitada por setores da sociedade argentina.
Em maio de 2025, Agustín Laje Arrigoni viajou a Budapeste acompanhando o secretário de Culto, Nahuel Sotelo, como representante do presidente Javier Milei. Durante sua participação na CPAC (Conferência de Ação Política Conservadora), Laje proferiu um discurso contra o que classifica como "wokismo", exaltando o presidente argentino como "farol do Ocidente" e "flagelo do wokismo", além de elogiar sua política anti-feminista. Em sua fala, Laje abordou o que considera ser a "decadência da Europa" e defendeu o lema "Deus, Pátria e Família". Também reafirmou o discurso de Milei no Fórum de Davos em janeiro de 2025. O evento reuniu figuras proeminentes da direita e extrema-direita internacional, incluindo o primeiro-ministro húngaro Viktor Orbán, Santiago Abascal (Vox, Espanha) e Alice Weidel (Alternativa para a Alemanha - AfD). O presidente dos EUA Donald Trump não compareceu pessoalmente, mas enviou uma mensagem gravada de apoio ao encontro.

### Episódios controversos
Em agosto de 2018, durante uma conferência em uma escola secundária na província de Neuquén, Agustín Laje e Nicolás Márquez tiveram um confronto com estudantes após declarações consideradas homofóbicas e discriminatórias. Em resposta às críticas, Márquez afirmou: "A homofobia é uma construção linguística pejorativa para desacreditar quem pensa que um homem vestido de mulher não é uma mulher". As declarações geraram reações imediatas, incluindo uma moção de repúdio de deputados nacionais, que classificaram o discurso como discriminatório e ofensivo à comunidade LGBTIQ+.
Em 13 de junho de 2019, Agustín Laje e Nicolás Márquez tiveram cancelada uma conferência intitulada "El peligro de los falsos derechos: Deconstruyendo el feminismo y la ideología de género", que seria realizada na Universidade La Salle, na Cidade do México. A decisão ocorreu após mais de cento e trinta alunos assinarem uma petição solicitando o cancelamento do evento, argumentando que o conteúdo promovido pelos palestrantes era contrário aos valores de inclusão e respeito da instituição.
Em fevereiro de 2025, Laje Arrigoni foi mencionado no suposto caso de fraude envolvendo o lançamento da criptomoeda Libra pelo presidente Javier Gerardo Milei. Ele estava ligado aos empresários Novelli e Walsh.
Em junho de 2025, Agustín Laje Arrigoni foi criticado por uma publicação que afirmava ser impossível conviver com pessoas de esquerda e que tais pessoas não eram cidadãos, mas sim inimigas. Ele foi entrevistado pelo jornalista Ari Lijalad e Agustín Laje retificou suas declarações.

## Críticas e ideologia
As ideias de Agustín Laje foram classificadas como ultraconservadoras, de extrema-direita e antifeministas por diversos meios de comunicação, com declarações frequentemente criticadas como machistas, racistas e LGBTfóbicas. Ele mesmo se define como paleolibertário, minarquista e antifeminista, sendo ativista pró-vida e contrário ao aborto e à eutanásia. Laje critica o que chama de "ideologia de gênero", considerando-a uma visão anticientífica que nega a base biológica da sexualidade, e rejeita pensadoras feministas como Judith Butler e Simone de Beauvoir, esta última por ele chamada de "porta-voz do filicídio". Além disso, questiona o ensino sobre direitos humanos nas escolas e defende que o terrorismo das guerrilhas dos anos 1970 seja incluído na narrativa histórica da ditadura argentina, posição reiterada em um vídeo oficial de 2025 onde contestou a cifra dos 30 mil desaparecidos, citando o relatório da CONADEP que lista cerca de 9 mil casos.
Agustín Laje participou de debates com outras figuras da nova direita latino-americana, como a guatemalteca Gloria Álvarez, liberal, em um evento online moderado por Javier Milei em 2021, cujo tema central foi o aborto. Álvarez, que se define como liberal, argumentou que Laje não representa o liberalismo, mas sim o conservadorismo. Críticos dentro do próprio espectro liberal classificam Laje como um "populista de direita", devido ao seu discurso maniqueísta que opõe um "nós" contra um "eles". Curiosamente, o próprio Laje declara admiração pela obra do teórico pós-marxista Ernesto Laclau, conhecido por suas análises sobre o populismo, revelando uma contradição aparente em sua posição ideológica.

## Obras
- Laje, Agustin (2011). Los mitos setentistas: mentiras fundamentales sobre la década del 70. [S.l.]: Edición de autor. ISBN 9789872664305. OCLC 758549157
- Laje, Agustin (2013). Cuando el relato es una farsa: la respuesta a la mentira kirchnerista. [S.l.]: Ediciones Contra Cultural. ISBN 9789872982300. OCLC 931451387  (em coautoria com Nicolás Márquez)
- Laje, Agustin (2016). El libro negro de la nueva izquierda: ideología de género o subversión cultural. [S.l.]: Grupo Unión; Unión Editorial. ISBN 9789873677533. OCLC 1011110748  (em coautoria com Nicolás Márquez)
- Laje, Agustin (2022). La batalla cultural: Reflexiones críticas para una Nueva Derecha. [S.l.]: HarperCollins. ISBN 1400235995. OCLC 1260240745
- Laje, Agustin (2023). Generación idiota: Una crítica al adolescentrismo. [S.l.]: HarperCollins. ISBN 1400238560. OCLC 1356894484
- Laje, Agustin (2024). Globalismo: Ingeniería social y control total en el siglo XXI. [S.l.]: HarperCollins